# Coupe d'Europe hivernale des lancers 2010

Logo de la compétition

La 10e édition de la Coupe d'Europe hivernale des lancers se déroule les 20 et 21 mars 2010 au Stade Fournier d'Arles. La compétition est organisée par l'Association européenne d'athlétisme et la Fédération française d'athlétisme.

## Résultats

### Hommes
| Épreuves          | Or                           | Argent                      | Bronze                   |
| Lancer du poids   | Andrei Mikhnevich 21,04 m DQ | Asmir Kolašinac 20,15 m     | Lajos Kürthy 20,07 m     |
| Lancer du disque  | Markus Münch 65,37 m         | Mario Pestano 63,78 m       | Sergiu Ursu 61,19 m      |
| Lancer du javelot | Ilya Korotkov 83,28 m        | Ołeksandr Pyatnysya 79,38 m | Paweł Rakoczy 78,13 m    |
| Lancer du marteau | Nicola Vizzoni 76,63 m       | Yury Shayunou 76,30 m       | Aleksey Zagornyi 75,58 m |

### Femmes
| Épreuves          | Or                        | Argent                      | Bronze                  |
| Lancer du poids   | Nadzeya Astapchuk 20,16 m | Natallia Mikhnevich 19,55 m | Anca Heltne 19,11 m     |
| Lancer du disque  | Nadine Müller 64,30 m     | Żaneta Glanc 59,95 m        | Nicoleta Grasu 59,92 m  |
| Lancer du javelot | Martina Ratej 65,96 m     | Mariya Abakumova 65,21 m    | Linda Stahl 60,56 m     |
| Lancer du marteau | Betty Heidler 72,48 m     | Silvia Salis 69,43 m        | Tatyana Lysenko 69,11 m |

## Classement par équipes
| Place | Pays        | Points |
| ----- | ----------- | ------ |
| 1     | Biélorussie | 4448   |
| 2     | Russie      | 4312   |
| 3     | Allemagne   | 4264   |
| 4     | Ukraine     | 4234   |
| 5     | Roumanie    | 4166   |
| 6     | Espagne     | 4160   |
| 7     | France      | 4111   |
| 8     | Hongrie     | 4088   |

| Place | Pays      | Points |
| ----- | --------- | ------ |
| 1     | Allemagne | 4379   |
| 2     | Roumanie  | 4246   |
| 3     | Russie    | 4244   |
| 4     | Italie    | 3998   |
| 5     | France    | 3840   |
| 6     | Finlande  | 3795   |
| 7     | Ukraine   | 3723   |